# 路易斯·瓦斯·德·托雷斯
路易斯·瓦斯·德·托雷斯（葡萄牙語：Luís Vaz de Torres），西班牙语名路易斯·巴埃斯·德·托雷斯（西班牙語：Luis Váez de Torres），是16至17世纪期间的一位葡萄牙裔的西班牙航海家。
1605年12月21日，托雷斯参加由佩德罗·费尔南德斯·德·基罗斯率领的探险队，自秘鲁的卡亚俄出发，寻找未知的南方大陆。托雷斯率领三艘船中一艘名叫San Pedrico的船。他成为第一个在托雷斯海峡航行的欧洲人，托雷斯海峡便是以他的名字命名。